# Topas
Topas è un comune spagnolo di 723 abitanti situato nella comunità autonoma di Castiglia e León.